# Ewa Harasimowicz (brydżystka)
Ewa Harasimowicz (ur. 28 listopada 1951) – polska brydżystka, World International Master (WBF), European Master oraz European Champion w kategorii Mixed (EBL),  Arcymistrz (PZBS).
Jej stałym partnerem był Marcin Leśniewski.

## Wyniki brydżowe

### Kraj
W rozgrywkach krajowych zdobywała następujące lokaty:
| Mistrzostwa Polski Par | Mistrzostwa Polski Par | Mistrzostwa Polski Par  | Mistrzostwa Polski Par |
| Rok                    | Kategoria              | Partner                 | Pozycja                |
| ---------------------- | ---------------------- | ----------------------- | ---------------------- |
| 1994                   | Miksty                 | Marcin Leśniewski       | 1                      |
| 1994                   | Kobiety                | Joanna Raczyńska-Neve   | 1                      |
| 1992                   | Miksty                 | Andrzej Jaszczak        | 1                      |
| 1989                   | Kobiety                | Danuta Hocheker         | 1                      |
| 1986                   | Miksty                 | Marcin Leśniewski       | 1                      |
| 1985                   | Kobiety                | Mirosława Międzychodzka | 1                      |

| Mistrzostwa Polski Teamów | Mistrzostwa Polski Teamów | Mistrzostwa Polski Teamów | Mistrzostwa Polski Teamów |
| Rok                       | Typ                       | Kategoria                 | Pozycja                   |
| ------------------------- | ------------------------- | ------------------------- | ------------------------- |
| 2001                      | IMP                       | Open                      | 2                         |

### Olimpiady
Na olimpiadach uzyskała następujące rezultaty:
| Olimpiady brydżowe. Zawody teamów | Olimpiady brydżowe. Zawody teamów | Olimpiady brydżowe. Zawody teamów    | Olimpiady brydżowe. Zawody teamów | Olimpiady brydżowe. Zawody teamów | Olimpiady brydżowe. Zawody teamów |
| Rok                               | Miejsce                           | Zawody                               | Kategoria                         | Drużyna                           | Pozycja                           |
| --------------------------------- | --------------------------------- | ------------------------------------ | --------------------------------- | --------------------------------- | --------------------------------- |
| 2008                              | Pekin                             | 1 Światowe Zawody Sportów Umysłowych | Miksty                            | Auken                             | 4                                 |
| 2008                              | Pekin                             | 1 Światowe Zawody Sportów Umysłowych | Kobiety                           | Poland                            | 9                                 |
| 2000                              | Maastricht                        | 11. Olimpiada Brydżowa               | Miksty                            | Harasimowicz                      | 24                                |
| 1996                              | Rodos                             | 10 Olimpiada Teamów                  | Kobiety                           | Poland                            | 9                                 |
| 1984                              | Seattle                           | 7 Olimpiada Teamów                   | Kobiety                           | Poland                            | 21                                |

| Olimpiady brydżowe. Zawody Indywidualne | Olimpiady brydżowe. Zawody Indywidualne | Olimpiady brydżowe. Zawody Indywidualne | Olimpiady brydżowe. Zawody Indywidualne | Olimpiady brydżowe. Zawody Indywidualne |
| Rok                                     | Miejsce                                 | Zawody                                  | Kategoria                               | Pozycja                                 |
| --------------------------------------- | --------------------------------------- | --------------------------------------- | --------------------------------------- | --------------------------------------- |
| 2008                                    | Pekin                                   | 1 Światowe Zawody Sportów Umysłowych    | Kobiety                                 | 12                                      |

### Świat
W światowych zawodach zdobyła następujące lokaty:
| Mistrzostwa Świata. Konkurencja teamów | Mistrzostwa Świata. Konkurencja teamów | Mistrzostwa Świata. Konkurencja teamów | Mistrzostwa Świata. Konkurencja teamów | Mistrzostwa Świata. Konkurencja teamów | Mistrzostwa Świata. Konkurencja teamów |
| Rok                                    | Miejsce                                | Zawody                                 | Kategoria                              | Drużyna                                | Pozycja                                |
| -------------------------------------- | -------------------------------------- | -------------------------------------- | -------------------------------------- | -------------------------------------- | -------------------------------------- |
| 2011                                   | Veldhoven                              | 40 Mistrzostwa Świata Teamów           | Trans                                  | A J Diament                            | 19                                     |
| 2011                                   | Veldhoven                              | 40 Mistrzostwa Świata Teamów           | Kobiety                                | Poland                                 | 11                                     |
| 2006                                   | Werona                                 | 12 Mistrzostwa Świata                  | Kobiety                                | Poland                                 | 5                                      |
| 1996                                   | Rodos                                  | 1 Mistrzostwa Świata Teamów Mikstowych | Miksty                                 | Garozzo                                | 30                                     |

| Mistrzostwa Świata. Konkurencja par | Mistrzostwa Świata. Konkurencja par | Mistrzostwa Świata. Konkurencja par | Mistrzostwa Świata. Konkurencja par | Mistrzostwa Świata. Konkurencja par | Mistrzostwa Świata. Konkurencja par |
| Rok                                 | Miejsce                             | Zawody                              | Kategoria                           | Partner                             | Pozycja                             |
| ----------------------------------- | ----------------------------------- | ----------------------------------- | ----------------------------------- | ----------------------------------- | ----------------------------------- |
| 2006                                | Werona                              | 12 Mistrzostwa Świata               | Miksty                              | Piotr Gawryś                        | 158                                 |
| 2006                                | Werona                              | 12 Mistrzostwa Świata               | Kobiety                             | Małgorzata Pasternak                | 18                                  |
| 1998                                | Lille                               | 10 Mistrzostwa Świata               | Miksty                              | Marcin Leśniewski                   | 28                                  |
| 1994                                | Albuquerque                         | 9 Mistrzostwa Świata                | Miksty                              | Marcin Leśniewski                   | 3                                   |
| 1990                                | Genewa                              | 8 Mistrzostwa Świata                | Miksty                              | Marcin Leśniewski                   | 15                                  |

| Mistrzostwa Świata. Konkurencja indywidualna | Mistrzostwa Świata. Konkurencja indywidualna | Mistrzostwa Świata. Konkurencja indywidualna | Mistrzostwa Świata. Konkurencja indywidualna | Mistrzostwa Świata. Konkurencja indywidualna | Mistrzostwa Świata. Konkurencja indywidualna |
| Rok                                          | Miejsce                                      | Zawody                                       | Kategoria                                    | Pozycja                                      |                                              |
| -------------------------------------------- | -------------------------------------------- | -------------------------------------------- | -------------------------------------------- | -------------------------------------------- | -------------------------------------------- |
| 2004                                         | Werona                                       | 6 Indywidualne Mistrzostwa Świata            | Kobiety                                      | 28                                           |                                              |
| 2000                                         | Ateny                                        | 5 Indywidualne Mistrzostwa Świata            | Kobiety                                      | 5                                            |                                              |
| 1998                                         | Ajaccio                                      | 4 Indywidualne Mistrzostwa Świata            | Kobiety                                      | 16                                           |                                              |

### Europa
W europejskich zawodach zdobyła następujące lokaty:
| Zawody europejskie. Konkurencja teamów | Zawody europejskie. Konkurencja teamów | Zawody europejskie. Konkurencja teamów | Zawody europejskie. Konkurencja teamów | Zawody europejskie. Konkurencja teamów | Zawody europejskie. Konkurencja teamów |
| Rok                                    | Miejsce                                | Zawody                                 | Kategoria                              | Drużyna                                | Pozycja                                |
| -------------------------------------- | -------------------------------------- | -------------------------------------- | -------------------------------------- | -------------------------------------- | -------------------------------------- |
| 2010                                   | Ostenda                                | 50 Mistrzostwa Europy Teamów           | Kobiety                                | Poland                                 | 6                                      |
| 2009                                   | San Remo                               | 4 Otwarte Mistrzostwa Europy           | Kobiety                                | Poland                                 | 5                                      |
| 2008                                   | Pau                                    | 49 Mistrzostwa Europy Teamów           | kobiety                                | Poland                                 | 7                                      |
| 2007                                   | Antalya                                | 3 Otwarte Mistrzostwa Europy           | Miksty                                 | Garp44                                 | 5                                      |
| 2007                                   | Antalya                                | 3 Otwarte Mistrzostwa Europy           | Kobiety                                | Poland                                 | 3                                      |
| 2006                                   | Warszawa                               | 48 Mistrzostwa Europy Teamów           | Kobiety                                | Poland                                 | 7                                      |
| 2005                                   | Teneryfa                               | 2 Otwarte Mistrzostwa Europy           | Miksty                                 | Harasimowicz                           | 17                                     |
| 2005                                   | Teneryfa                               | 2 Otwarte Mistrzostwa Europy           | Kobiety                                | Poland                                 | 5                                      |
| 2003                                   | Mentona                                | 1 Otwarte Mistrzostwa Europy           | Open                                   | Varenne                                | 17                                     |
| 2002                                   | Ostenda                                | 7 Mistrzostwa Europy Mikstów           | Miksty                                 | Damiani                                | 16                                     |
| 2000                                   | Bellaria                               | 6 Mistrzostwa Europy Mikstów           | Miksty                                 | Lise C                                 | 100                                    |
| 1999                                   | Malta                                  | 44 Mistrzostwa Europy Teamów           | Kobiety                                | Poland                                 | 7                                      |
| 1998                                   | Akwizgran                              | 5 Mistrzostwa Europy Mikstów           | Miksty                                 | Kowalski                               | 46                                     |
| 1997                                   | Montecatini                            | 43 Mistrzostwa Europy Teamów           | Kobiety                                | Poland                                 | 8                                      |
| 1995                                   | Vilamoura                              | 42 Mistrzostwa Europy Teamów           | Kobiety                                | Poland                                 | 6                                      |
| 1994                                   | Barcelona                              | 3 Mistrzostwa Europy Mikstów           | Miksty                                 | Harasimowicz                           | 20                                     |
| 1992                                   | Ostenda                                | 2 Mistrzostwa Europy Mikstów           | Miksty                                 | Harasimowicz                           | 9                                      |
| 1991                                   | Killarney                              | 40 Mistrzostwa Europy Teamów           | Kobiety                                | Poland                                 | 9                                      |
| 1990                                   | Bordeaux                               | 1 Mistrzostwa Europy Mikstów           | Miksty                                 | Harasimowicz                           | 48                                     |
| 1985                                   | Salsomaggiore                          | 37 Mistrzostwa Europy Teamów           | Kobiety                                | Poland                                 | 6                                      |
| 1983                                   | Wiesbaden                              | 36 Mistrzostwa Europy Teamów           | Kobiety                                | Poland                                 | 6                                      |

| Zawody europejskie. Konkurencja par | Zawody europejskie. Konkurencja par | Zawody europejskie. Konkurencja par | Zawody europejskie. Konkurencja par | Zawody europejskie. Konkurencja par | Zawody europejskie. Konkurencja par |
| Rok                                 | Miejsce                             | Zawody                              | Kategoria                           | Partner                             | Pozycja                             |
| ----------------------------------- | ----------------------------------- | ----------------------------------- | ----------------------------------- | ----------------------------------- | ----------------------------------- |
| 2009                                | San Remo                            | 4 Otwarte Mistrzostwa Europy        | Miksty                              | Marcin Leśniewski                   | 195                                 |
| 2009                                | San Remo                            | 4 Otwarte Mistrzostwa Europy        | Kobiety                             | Małgorzata Sawicka                  | 16                                  |
| 2007                                | Antalya                             | 3 Otwarte Mistrzostwa Europy        | Miksty                              | Marcin Leśniewski                   | 41                                  |
| 2007                                | Antalya                             | 3 Otwarte Mistrzostwa Europy        | Kobiety                             | Małgorzata Pasternak                | 36                                  |
| 2005                                | Teneryfa                            | 2 Otwarte Mistrzostwa Europy        | Mikst                               | Marcin Leśniewski                   | 195                                 |
| 2005                                | Teneryfa                            | 2 Otwarte Mistrzostwa Europy        | Kobiety                             | Małgorzata Pasternak                | 15                                  |
| 2003                                | Mentona                             | 1 Otwarte Mistrzostwa Europy        | Mikst                               | Marcin Leśniewski                   | 19                                  |
| 2002                                | Ostenda                             | 7 Mistrzostwa Europy Mikstów        | Mikst                               | Marcin Leśniewski                   | 24                                  |
| 2000                                | Bellaria                            | 6 Mistrzostwa Europy Mikstów        | Mikst                               | Jacek Romański                      | 115                                 |
| 1999                                | Malta                               | 44 Mistrzostwa Europy Teamów        | Kobiety                             | Danuta Hocheker                     | 19                                  |
| 1999                                | Warszawa                            | 10 Mistrzostwa Europy Par           | Open                                | Danuta Hocheker                     | 232                                 |
| 1998                                | Akwizgran                           | 5 Mistrzostwa Europy Mikstów        | Mikst                               | Piotr Gawryś                        | 42                                  |
| 1997                                | Montecatini                         | 6 Mistrzostwa Europy Par Kobiet     | Kobiety                             | Danuta Hocheker                     | 136                                 |
| 1996                                | Monte Carlo                         | 4 Mistrzostwa Europy Mikstów        | Mikst                               | Marcin Leśniewski                   | 100                                 |
| 1994                                | Barcelona                           | 3 Mistrzostwa Europy Mikstów        | Miksty                              | Marcin Leśniewski                   | 154                                 |
| 1993                                | Mentona                             | 4 Mistrzostwa Europy Kobiet         | Kobiety                             | Jolanta Raczyńska                   | 25                                  |
| 1992                                | Ostenda                             | 2 Mistrzostwa Europy Mikstów        | Mikst                               | Marcin Leśniewski                   | 1                                   |
| 1991                                | Killarney                           | 1 Mistrzostwa Europy Mikstów        | Kobiety                             | Miroslawa Międzychocka              | 16                                  |
| 1990                                | Bordeaux                            | 1 Mistrzostwa Europy Mikstów        | Mikst                               | Marcin Leśniewski                   | 165                                 |
| 1987                                | Brighton                            | 38 Mistrzostwa Europy Teamów        | Kobiety                             | Wilga Zakrzewska                    | 16                                  |